# Szarki (Lelkowo)
Szarki (deutsch Sargen) ist ein Ort in der polnischen Woiwodschaft Ermland-Masuren innerhalb der Landgemeinde Lelkowo (Lichtenfeld) im Powiat Braniewski (Kreis Braunsberg).

## Geographische Lage
Szarki liegt im Nordwesten der Woiwodschaft Ermland-Masuren, 25 Kilometer südöstlich der ehemaligen und heute auf russischem Staatsgebiet gelegenen Kreisstadt Heiligenbeil (russisch Mamonowo) bzw. 30 Kilometer östlich der heutigen Kreismetropole Braniewo (deutsch Braunsberg).

## Geschichte
Das kleine und seinerzeit Sarginwald genannte Dorf wurde 1349 erstmals offiziell erwähnt und nach 1349 als Sarghin bzw. vor 1785 als Sargen bezeichnet. 1874 wurde die Landgemeinde Sargen in den neu errichteten Amtsbezirk Schönwalde (polnisch Grabowiec) im ostpreußischen Kreis Heiligenbeil, Regierungsbezirk Königsberg, aufgenommen.
Im Jahre 1910 waren in Sargen 116 Einwohner gemeldet. Ihre Zahl stieg bis 1933 auf 134 und belief sich 1939 auf 123.
Mit der Abtretung des gesamten südlichen Ostpreußen in Kriegsfolge kam Sargen 1945 zu Polen. Das Dorf erhielt die polnische Namensform „Szarki“ und ist heute eine Ortschaft innerhalb der Gmina Lelkowo (Landgemeinde Lichtenfeld) im Powiat Braniewski (Kreis Braunsberg), von 1975 bis 1998 der Woiwodschaft Elbląg, seither der Woiwodschaft Ermland-Masuren zugehörig.

## Religion
Mit seiner fast ausnahmslos evangelischen Bevölkerung war Sargen bis 1945 in das Kirchspiel der Kirche Tiefensee (polnisch: Głębock) in der Kirchenprovinz Ostpreußen der Kirche der Altpreußischen Union eingegliedert. Seit 1945 gehört die überwiegend römisch-katholische Einwohnerschaft Szarkis zur Pfarrei in Zagaje (Hasselpusch) im Dekanat Pieniężno (Mehlsack) im Erzbistum Ermland.

## Verkehr
Szarki liegt östlich der polnischen Woiwodschaftsstraße 510 (ehemalige deutsche Reichsstraße 126) und ist über den Abzweig Sówki (Schönfeld) zu erreichen. Eine Bahnanbindung besteht nicht mehr, seit die Bahnstrecke Königsberg–Zinten–Mehlsack–Göttkendorf (–Allenstein) mit der Bahnstation Głębock (Tiefensee) nicht mehr befahren wird. Der nächste Bahnhof ist die weit entfernte Stadt Pieniężno (Mehlsack).